# ジョン・ウェバー (画家)

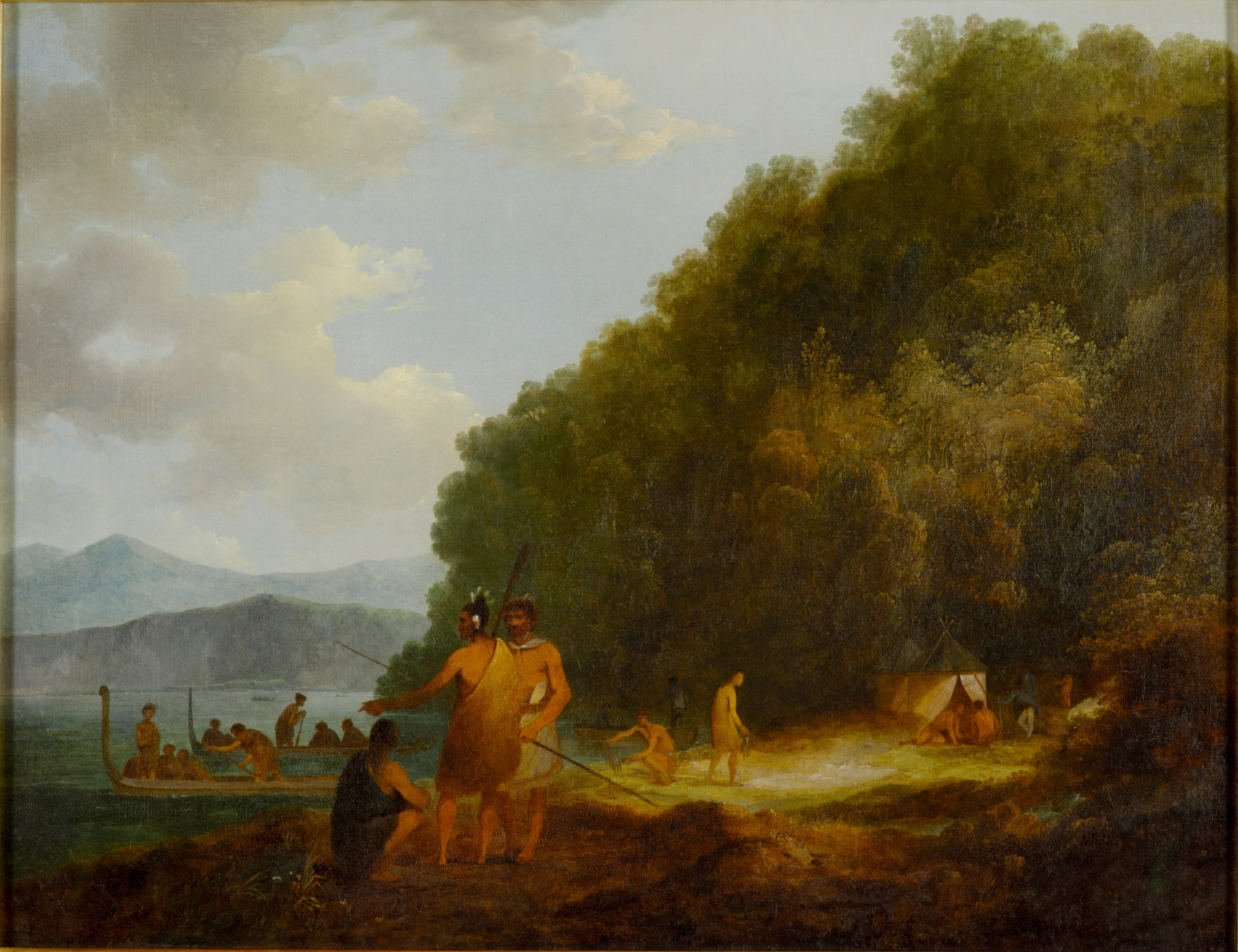
ジョン・ウェバー作、ニュージーランドの入り江Ship Cove (c.1788)、ニュージーランド国立博物館テ・パパ・トンガレワ

ジョン・ウェバー（John Webber RA、ドイツ語名: ヨハン・ウェーバー（Johann Wäber）1751年10月6日 - 1793年5月29日）は、スイス人の父親を持つイギリスの画家である。ジェームズ・クックの第3回の太平洋探検航海（1776-1780）に公式画家として参加した画家で、オーストラリア、ハワイ、アラスカなどを描いた作品で知られている。

## 略歴
ロンドンで生まれた。父親のアブラハム・ウェバー（Abraham Wäber）はスイスのベルン出身で、ロンドンに移住してきた彫刻家てあった。父親はイギリスでは姓の綴りをWebberに変えて活動し、1744年にロンドンで結婚していた。家族の生活は厳しかったのでジョン・ウェバーは6歳の時からベルンの叔母に預けられて育った。16歳になった1767年から1770 年まで、ベルンの風景画家で版画家のヨハン・ルートヴィヒ・アベルリ（Johann Ludwig Aberli: 1723-1786）の徒弟となり、その後、地元の商業組合から奨学金を得てパリで学び、王立絵画彫刻アカデミーで版画家のヨハン・ゲオルク・ヴィレに学んだ 。
1775年にロンドンに戻り、ロイヤル・アカデミー・オブ・アーツの学生となり、装飾画家としても働いた。24歳になった1776年にジェームズ・クックの第3回の太平洋探検航海に参加するレゾリューション号の公式画家に選ばれた。この探検航海中の1879年2月にジェームズ・クックはハワイ島で現地人と争いを起こし、殺害されることになるが、航海は1780年8月まで続いた。
帰国後、イギリス海軍の探検報告の出版のためにウェバーは69点の版画図版の制作を担当したが、テキスト版が1782年に完成したにもかかわらず、図版入りの版の出版は1784年になった。この遅れの理由は版画家とのトラブルや、亡くなったジェームズ・クックの英雄的な面を強調するのに時間を費やしたためもあった。ジョン・ウェバーはハワイを訪れた最初の西洋人画家であり、カウアイ島やハワイ島の水彩風景画を数多く描き、ハワイの人々も多く描いた。
1784年から1792年の間、ロイヤル・アカデミーの展覧会に約50点の作品を展示した。主に風景画を描いたが、人物画も描いた。ウェバーの作品『クック船長の死』は有名になり版画にもされた。
1785年末、コヴェント・ガーデンのパントマイム劇『オマイ、あるいは世界一周旅行』の舞台美術家として働くように頼まれ、クックが第2回探検航海でガイドとして雇い、イギリスに連れてきたタヒチ人青年、オマイ(Omai）を主人公とする演劇に関わった。
1785年ころにロイヤル・アカデミー・オブ・アーツの準会員に選ばれ、1791年に正会員に選ばれた。
1793年にロンドンで亡くなった。

## 作品

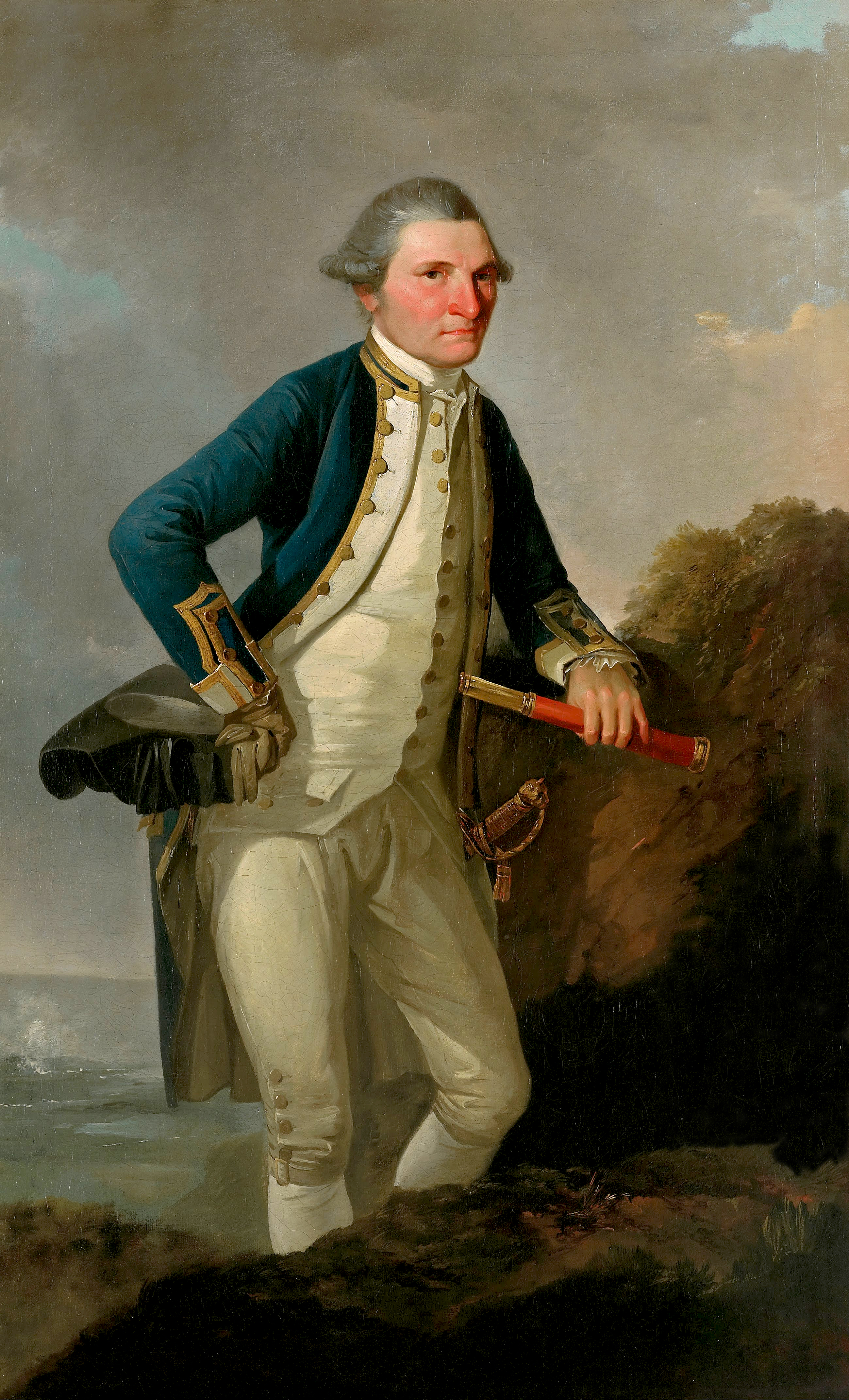
ジェームズ・クックの肖像画 (c.1780) 国立博物館テ・パパ
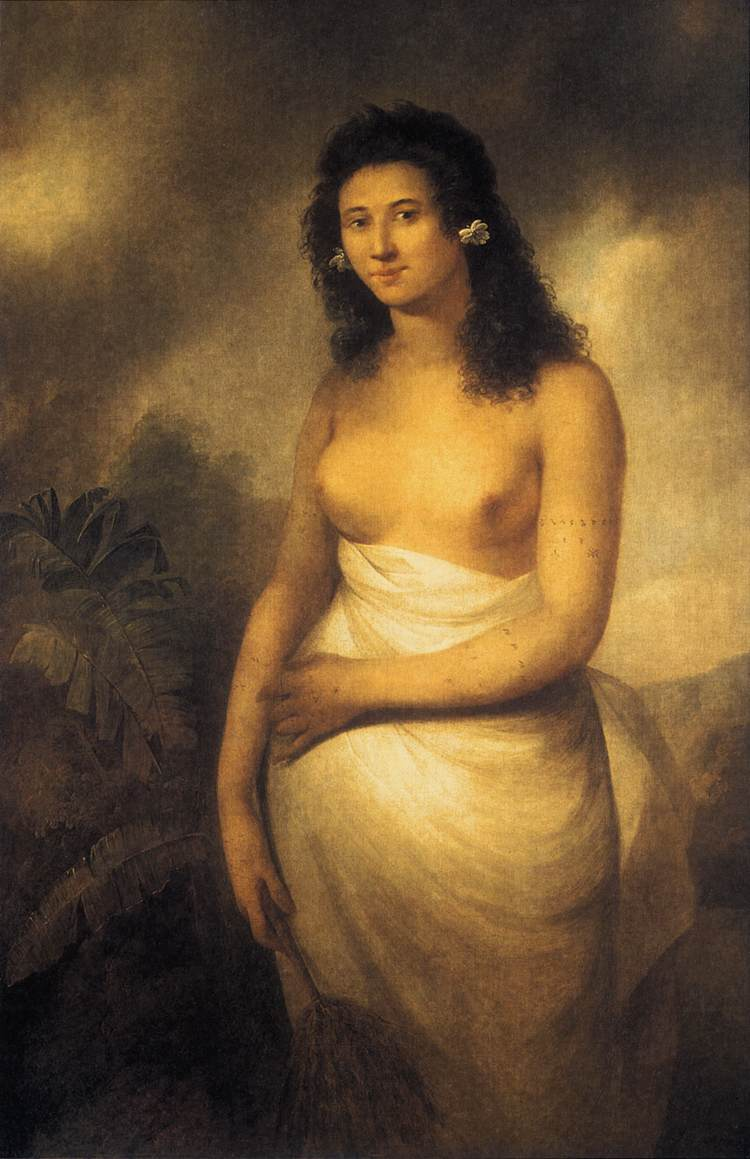
ライアテア島の王女 Poedua (1777/1785) 国立海事博物館
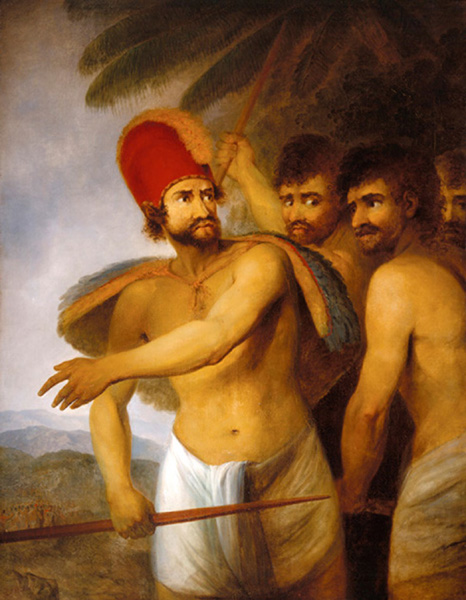
サンドウィッチ諸島の酋長たち、中央の人物は鳥の羽で装飾した羽衣（アフウラ）を羽織っている。
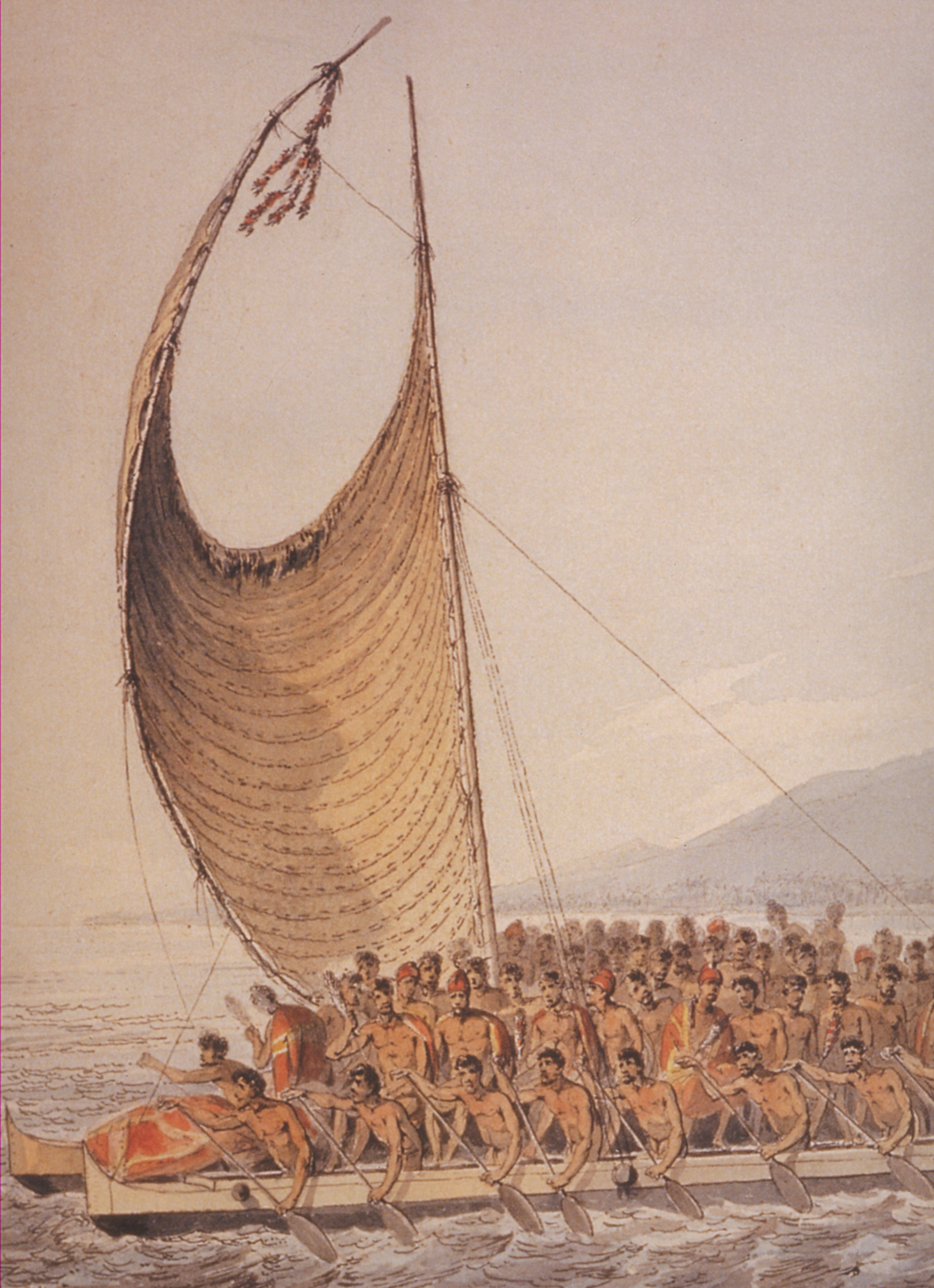
クック船長に贈り物を持参するハワイ王カラニオプウ(c.1781)